# Liste der Monuments historiques in Luemschwiller
Die Liste der Monuments historiques in Luemschwiller führt die Monuments historiques in der französischen Gemeinde Luemschwiller auf.

## Liste der Objekte
| Bezeichnung   | Beschreibung | Standort                           | Kennzeichnung | Schutzstatus | Datum | Bild |
| ------------- | --- | ---------------------------------- | ------------- | ------------ | ----- | ---- |
| Marienretabel | Flügelaltar; im Mittelteil Skulptur der Madonna mit Kind, auf den Innenflügeln Flachreliefs der heiligen Barbara und der heiligen Katharina von Alexandrien, die Außenflügel und die Predella bemalt; Holz, farbig gefasst, sowie Ölfarbe auf Holz, um 1460 | in der Kirche St-Christophe (Lage) | PM68000228    | Classé       | 1978  |      |